# توماس هنري (ممثل)
توماس هنري (بالإنجليزية: Thomas Browne Henry)‏ هو ممثل أمريكي، ولد في 7 نوفمبر 1907 بلوس أنجلوس في الولايات المتحدة، وتوفي في 30 يونيو 1980 بلا ميسا في الولايات المتحدة.

## أعمال

### أفلام
- (1953) الرداء

## وصلات خارجية
- توماس هنري على موقع IMDb (الإنجليزية)
- توماس هنري على موقع أول موفي (الإنجليزية)
- توماس هنري على موقع قاعدة بيانات الفيلم (الإنجليزية)